# Rhodometra elvira
Rhodometra elvira là một loài bướm đêm trong họ Geometridae.